# Akrofónia
Az akrofónia a szóírás jeleinek alkalmazása azok kezdőhangjainak hangértékében. Az akrofónia útján jutott el az ember az egyes hangokat jelölő betűíráshoz.
A fonematikus írás hangjelölő betűi kezdetben olyan tárgyakat ábrázoltak, amelyeknek a neve az adott hangzóval kezdődött.  A föníciai és a héber ábécében az első néhány betű neve: alef (bika), bet (ház) gimel (teve), dalet (ajtó) stb. Ezeket az elnevezéseket a görögök a betűkkel együtt vették át a föníciaiaktól, noha a nyelvükben az alfa, béta, gamma, delta stb. szavaknak nincs más értelme, mint e betűk megnevezése.
Az akrofónia régebben a kezdőket segítette az írás-olvasás tanulásában, manapság használatos módja (a betűzés) hasznos az elhallások kikerülésében: A, mint Aladár; B, mint Béla; C, mint Cecília stb.